# Крушево (град)
Вижте пояснителната страница за други населени места с името Крушево.
Крушево (името се среща често и като Крушово, на македонска литературна норма: Крушево; на арумънски: Crushuva, Крушува, на гръцки: Κρούσοβο, Крусово, на румънски: Crușova, Крушова) е град в Северна Македония, център на община Крушево. Намира се в западната част на страната и има население от 5330 души. Градчето традиционно е населено от българи и власи. От 2023 година е център на Крушевско-Демирхисарската епархия на Македонската православна църква.

## География
Крушево е разположен на надморска височина от 1350 m в котловина в планината Баба. Амфитеатрално разположен е с източно изложение в началото на река Долче (Стари дол), в която се вливат Голема река, извираща от Демирова кория и заобикаля града откъм северозапад и Златен дол, извираща над манастира „Свети Спас“, сред които е изворът Студена вода.

## История

### В Османската империя
Крушево е отбелязано в османски данъчни регистри от 1467 – 1468 година. Като град се развива от края на XVIII век, след масовото заселване на влашки преселници от разрушения Москополе и от Грамоща. Така например грамощани, на които албанците попречват да използват пасищата в равнината Музакия, близо до Берат, се преместват в Крушево. Към тези власи се присъединяват и албанци християни и българи от Битолско, Прилепско, Охридско и Дебърско. В 1866 година жителите успяват да откупят чифлика от турските бегове за 400 000 гроша.
През XIX век Крушево се разраства като търговски център с връзки не само в Македония. Местни търговци като кантората на Братя Нициотас и още пет други фирми на крушевчани развиват дейност във Виена.
През 60-те години на XIX век в града се учредява българска община и българско училище. Впоследствие се открива и българско девическо училище, което функционира наред с гръцките училища. По-голямата част от българското население минава под върховенството на Българската екзархия заедно с архимандрит Софроний, който 40 години служи в града. Но църквите остават в ръцете на власите гъркомани и българите са принудени да построят параклис. Начело на общината в 1884 година е поп Кръстю.
От края на 60-те години на XIX век в Крушево се появява румънската пропаганда и се правят опити да се открие и румънско училище за местните власи, които завършват с успех през 1876 година, когато се открива мъжко училище в града. През 1879 година се открива и девическо румънско училище. Румънското църковно-просветно дело в града през XIX век се развива в остра конкуренция с доминиращото гръцко влияние и с подкрепата на българите екзархисти. Водач на румънското движение в града е Стерю Чонеску.
„Край селото бѣха излѣзли учителитѣ и учителкитѣ, за да ме поздравятъ... Директора на училището, Г-нъ Щерю Иоанеску, ме прие въ кѫщата си... Сѫщо и други господа, Вангелъ Петреску и Таску Илиеску, които сѫ си спечелили име съ изданията си на аромѫнски, и господинъ Филипи ми помагаха при събиранието и обяснението на материала по езика...
Крушево е разположено въ една висока котловина, испълнена съ амфитеатрално наредени кѫщи. Високия хребетъ отъ къмъ южната страна е обрасналъ съ прѣкрасенъ букакъ, а пъкъ погледътъ къмъ други страни не вижда друго освѣнъ голи скали. Котловината къмъ западъ е отворена, та се вижда прилѣпската равнина и лѣжащия не далечъ отъ града замъкъ, отъ които сѫ останали още слѣди.
Най-интересното нѣщо въ Крушево е дървената работа въ главната църква. Прѣстола и иконостаса сѫ изработени чудесно и съ вкусъ отъ единъ човѣкъ и то въ продължение на цѣли 20 години. Както въ рѫчната работа, така и въ срѣбърнитѣ издѣлия се срѣща сръчность, възприемчивость къмъ изнамѣрвания и устойчивость на аромѫнитѣ като работници, които, безъ всѣкакъвъ образецъ и безъ училище, сѫ изваждали на явѣ истински образци. Азъ намѣрихъ златари отъ Крушево въ различни мѣста на Турция и Гърция.
Прѣдъ селото, на една височина, е построена една църква отъ аромѫни, съ националенъ духъ; но, слѣдъ като се отворила, тѣ искали да се черкуватъ въ нея на аромѫнски езикъ, а не на гръцки, та затова владиката я затворилъ и до сега още е затворена. Борбата между гръцката и аромѫнската партия тукъ се води доста усилено, но за сега гръцката партия е по-силна.“
През 70-те и 80-те години се увеличава броят на работниците имигранти. Те са най-често жители от съседните села и се установяват в горната част на града, където възниква нов квартал, известен под името Бугарска мало. Според професор Густав Вайганд през 1889 г. в Крушово е живеели 15 000 жители.
Основният поминък на населението дълго време е скотовъдството. В края на XIX век повечето крушевски власи се преориентират към търговията, стават собственици на ханове и кръчми. Българското население, особено след 1878 г., се специализира в строителството и строителното предприемачество.
В 1872 година, след провъзгласяването на Българската екзархия, патриаршеският охридски митрополит Мелетий мести седалището на епархията си от будния български град Охрид в Крушево, където може да се опре на влашкото гъркоманско население. Катедрална църква на Охридско-преспанска епархия става „Свети Никола“.
В началото на XX век Крушево е паланка, център на самостоятелна нахия в Битолска каза в Османската империя. Според българския географ Васил Кънчов („Македония. Етнография и статистика“) в началото на XX век Крушево има 9350 жители, както следва: 4950 българи християни, 400 арнаути християни и 4000 власи.
На Етнографската карта на Битолския вилает на Картографския институт в София от 1901 година Крушево е смесено селище българи, албанци и власи в Битолската каза на Битолския санджак с 1667 къщи.
Според Никола Киров („Крушово и борбите му за свобода“) към 1901 година жителите на Крушово са 12 500 - българи, власи и албанци или 1300 български къщи, 1450 влашки и гъркомански и 100 албански.
Християнските жители на града са разделени в конфесионално отношение. Според статистиката на секретаря на Българската екзархия Димитър Мишев („La Macédoine et sa Population Chrétienne“) в 1905 година християнското население на Крушево се състои от 5848 българи екзархисти, 776 българи патриаршисти гъркомани, 400 българи патриаршисти сърбомани, 4470 власи и 600 цигани. В града има 1 прогимназиално и 2 основни български училища, 2 основни гръцки, 2 основни сръбски и 1 прогимназиално и 1 основно влашко.
Според статистиката на Цариградската патриаршия от 1906 година власите в града са 1174 семейства, от които патриаршистки 1057 и 117 „румънеещи се“.
По време на Илинденско-Преображенското въстание в града е обявено временно управление, известно под името Крушевска република, която просъществува 10 дни. В града е образувано временно правителство, в което влизат представители на трите общности – българи, власи и гъркомани (власи и българи).
След Младотурската революция, в 1909 година българските жителите на Крушево изпращат телеграма до Отоманския парламент, с която искат отварянето на черквата „Свети Петър и Света Троица“:
| „ | Черквата „Свети Петър и Света Троица“, построена… с помощта на подведомственото на Екзархията население на гр. Крушово и околията и за построяването, на която е добито нужното позволително пак от българите и на името на българския епископ… от 15 години насам стои затворена и е на срутване… Ето защо умоляваме най-горещо от името на всичкото българско население за отварянето на черквата и предаването ѝ в наши ръце като законни собственици. Митрополийски наместник в Крушово: свещ. Лев, членове: свещ. Богдан Никола Йосифов, Гл. Димитров, Ставре Секулов, Мито Кръстов. | “ |

През септември 1910 година градът пострадва по време на обезоръжителната акция на младотурците. На 23 септември градът е блокиран от войска и е забранено всякакво движение по улиците. Арестувани са 50 граждани, 12 от които са изтезавани като бивши членове на българския комитет. Сред арестуваните са екзархийският архиерейски наместник протоерей Наум Мошков, свещеник Кочов и подпредседателят на училищното настоятелство.
При избухването на Балканската война 300 души от Крушево са доброволци в Македоно-одринското опълчение.

### В Сърбия и Югославия
В 1912 година по време на Балканската война четите на Иван Джонев, районен крушовски войвода на ВМОРО, Методи Стойчев и Ставри Димитров влизат в Крушево на 25 октомври 1912 година и установяват в града временно българско управление, продължило до 15 ноември, когато в Крушево влизат сръбски части. На 15 ноември в града влиза сръбска рота, а четите на Стойчев, Джонев и Димитров събират оръжието от турските села и въоръжават местното българско население. Сърбите веднага предприемат обезоръжителна акция и българското население е подложено на масов побой. В обезоръжителните комисии освен сърбоманите влизат и гъркоманите. Петдесет видни българи са хвърлени в затвора. Търговецът Димитър Кръстев е пребит, защо има фирма на български език. Издадена е официална заповед всички фирми да са на сръбски, а из града и по селата са разлепени обяви със заповед населението да говори и пише само на сръбски. Сведенията за насилията над българите стигат до чуждия печат и околийският управител Ефто Бекрич събира членовете на българската община и ги принуждава да подпишат декларация, че „крушевчани се радват на най-голяма свобода“.
След Междусъюзническата война Крушево остава в границите на Сърбия, като новите власти затварят влашката църква „Свети Йован“, а българското трикласно училище „Кирил и Методий“ преименуват на „Крал Петър“. След войната част от гърчеещите се власи и албанци се изселват в Гърция, а друга част от населението с българско самосъзнание, се изселва в България. Малка част от аромънското население се изселва в Румъния.
През Първата и Втората световни войни градът се намира под българско управление. 
По време на българското управление във Вардарска Македония в годините на Втората световна война Георги Карев в периода април – септември 1941 и Петър Ник. Михайлов от Крушево от 1 септември 1941 година до 25 ноември 1942 година са български кметове на града. След това кмет е Владимир Д. Дабянков (25 ноември 1942 – 9 септември 1944).

### В Северна Македония
Според Астериос Кукудис власите в Крушево все още използват името Vîrgari за своите съграждани от българоговорещи семейства.
Според преброяването от 2002 година Крушево има 5330 жители.
| Националност     | Всичко |
| северномакедонци | 4273   |
| албанци          | 0      |
| турци            | 0      |
| роми             | 0      |
| власи            | 1020   |
| сърби            | 26     |
| бошняци          | 0      |
| други            | 11     |

## Личности
Поради смесения характер на населението в Крушево градът е дал много известни хора на четири нации – българската, гръцката, румънската и македонската. Сред най-известните крушевчани са революционерът Никола Карев, българин, героят от Илинденското въстание Питу Гули, българеещ се влах, революционерката Менча Кърничева, също от българеещо се влашко семейство, Александрос Сволос, влах от гъркоманско семейство, министър-председател на Гърция, Константин Йоцу, виден румънски архитект и Васил Ильоски, писател и академик от Северна Македония. От Крушево е и сърбоманинът Деспот Баджович, един от ранните дейци на Сръбската пропаганда в Македония. В Крушево израства и един от най-популярните певци в Северна Македония Тоше Проески.

## Музеи и забележителности в Крушево
- Музей на Илинденското въстание и Крушевската република
- Мемориал „Илинден“
- Леярна на ВМОРО
- Музей на Народно-освободителната борба
- Галерия „Никола Мартиновски“
- „Свети Йоан Кръстител“
- „Света Богородица“
- „Свети Никола“

## Други
На Крушево е наречена улица в квартал „Илинден“ в София (Карта).